# Fran Villalba
Francisco 'Fran' José Villalba Rodrigo (Valencia, 11 mei 1998) is een Spaans voetballer die bij voorkeur als centrale middenvelder speelt. Hij stroomde in 2015 door vanuit de jeugd van Valencia CF.

## Clubcarrière
Villalba werd geboren in Valencia en sloot zich aan in de jeugdopleiding van Valencia CF. Reeds op zestienjarige leeftijd maakte hij zijn opwachting voor het tweede elftal. Op 16 december 2014 debuteerde de centrale middenvelder in het eerste elftal in de Copa del Rey tegen Barakaldo CF. Op 31 december 2014 maakte hij zijn competitiedebuut tegen Villarreal CF. Villalba viel na 87 minuten in voor Dani Parejo.

## Interlandcarrière
In 2014 debuteerde hij in Spanje –16 en Spanje –17.